# أوبرفيزل
اوبروزل (بالألمانية: Oberwesel) هي بلدة ألمانية تقع في ألمانيا في راينلند بالاتينات. يقدر عدد سكانها بـ 3,169 نسمة .

## أعلام
- كارل هاغ
- ألفرد جوتشلك